# Åbuken
Åbuken är en sjö i Färgelanda kommun i Dalsland och ingår i Örekilsälvens huvudavrinningsområde. Sjöns area är 0,061 kvadratkilometer och den befinner sig 122 meter över havet.